# Hillel Slovak
Hillel Slovak (em hebraico: הלל סלובק; nascido em Haifa, Israel, 13 de abril de 1962 — falecido em Los Angeles, Estados Unidos, em 25 de junho de 1988) foi um guitarrista israelense radicado nos Estados Unidos, conhecido principalmente por ter sido o guitarrista fundador da banda Red Hot Chili Peppers.

## Biografia
Hillel nasceu em Haifa, Israel, imigrou para os Estados Unidos e foi viver na Califórnia em 1967. Aprendeu a tocar guitarra no liceu Fairfax High School e pela mesma altura conheceu Anthony Kiedis e Flea, a quem ele ensinou a tocar baixo. Junto com o baterista Jack Irons, os quatro formaram uma banda e para o primeiro concerto chamaram-se "Tony Flow and the Miraculously Majestic Masters of Mayhem"; em 1983 mudaram o nome para Red Hot Chili Peppers.
Hillel, tal como Anthony, em breve desenvolveu uma dependência pela heroína e deixou a banda para o seu projeto paralelo What Is This?. Após ter regressado para aos Red Hot Chili Peppers para os álbuns, Freaky Styley e The Uplift Mofo Party Plan. Em 1988 Hillel adoeceu, e começou a perceber que as drogas não eram mais diversão, e já estavam virando um problema em sua vida. Na noite do dia 24 de junho de 1988, Hillel ligou para seu irmão, James Slovak, e nessa ligação ele fala que iria voltar a se drogar, já que havia passado um tempo sem usar heroína. James implorou para que ele não usasse, e Hillel deu razão a James, e prometeu passar mais tempo com seu irmão. Esse foi o último contato de Hillel com seu irmão. O fim de semana passou, Hillel não apareceu e ninguém sabia dele. Hillel foi encontrado morto no seu apartamento na Califórnia no dia 27 de junho. Ele morreu por uma overdose de heroína no dia 25 de junho de 1988. Meses depois, John Frusciante o substituiu no Red Hot Chili Peppers.
Hillel ficou conhecido por usar uma Fender Stratocaster sunburst, influenciando John Frusciante com suas técnicas.
As canções Knock Me Down (Mother's Milk), My Lovely Man (Blood Sugar Sex Magik), Feasting on the Flowers (The Getaway), Otherside (Californication) e "Open/Close (Hanalei / Open/Close)" foram dedicadas a Hillel. Suas alcunhas eram "Slim Bob Billy", "Slim" e "Huckleberry".
Hillel foi enterrado no cemitério Mount Sinai Memorial Park, em Hollywood Hills, Los Angeles, Califórnia.